# تترااتیل‌آمونیوم برمید
تترااتیل‌آمونیوم برمید (به انگلیسی: Tetraethylammonium bromide) با فرمول شیمیایی C۸H۲۰NBr یک ترکیب شیمیایی با شناسه پاب‌کم ۶۲۸۵ است. که جرم مولی آن ۲۱۰٫۱۶ g/mol می‌باشد. شکل ظاهری این ترکیب، جامد سفید است.